# Día Mundial del Agua
El Día Mundial del Agua es una celebración internacional de concienciación que se celebra anualmente el 22 de marzo desde 1993, establecida por la Asamblea General de las Naciones Unidas el 22 de noviembre de 1992.

## Proclamación
El origen del Día Mundial del Agua se remonta a la Conferencia de Naciones Unidas sobre el Medio Ambiente y el Desarrollo, conocida también como la Cumbre de la Tierra, celebrada en Río de Janeiro en 1992. Fue durante este evento que la AGNU adoptó la resolución de instaurar una jornada dedicada a enfatizar la importancia del agua dulce. Esta iniciativa tenía como finalidad sensibilizar acerca de la gestión sostenible de los recursos hídricos y destacar el papel vital del agua en el desarrollo sostenible, abordando la crisis hídrica y apoyando la consecución del Objetivo de Desarrollo Sostenible 6: garantizar el acceso al agua y al saneamiento para todos de aquí al 2030.

## Celebración
Cada 22 de marzo, el mundo celebra el Día Mundial del Agua, una fecha elegida para concienciar sobre la importancia crítica del agua dulce y promover una gestión responsable de este recurso esencial. La primera conmemoración tuvo lugar en 1993, marcando el inicio de una serie de eventos y actividades anuales coordinadas por ONU-Agua. Estas iniciativas buscan no solo educar y sensibilizar sobre los desafíos hídricos globales sino también impulsar políticas y prácticas sostenibles. Entre las actividades destacadas se encuentra la publicación del Informe Mundial sobre el Desarrollo de los Recursos Hídricos,que proporciona análisis y recomendaciones clave para los tomadores de decisiones.

## Década del Agua para el Desarrollo Sostenible (2018-2028)
Esta iniciativa de la ONU busca mejorar la gestión y acceso al agua para apoyar el desarrollo sostenible, erradicar la pobreza y asegurar el bienestar humano, en línea con la Agenda 2030. Iniciada el Día Mundial del Agua de 2018, esta década promueve la cooperación y el desarrollo de capacidades para alcanzar metas relacionadas con el agua. Se centra en la gestión integrada de recursos hídricos y en fortalecer las acciones para cumplir los objetivos globales, continuando el legado de la década 2005-2015: Agua para la Vida.

## Temas
ONU-Agua juega un papel crucial en coordinar las acciones de más de 30 organizaciones de las Naciones Unidas enfocadas en el agua y el saneamiento, con el fin de actuar unificadamente ante los desafíos hídricos. Su labor se centra en tres ejes: informar políticas para guiar decisiones, monitorear e informar sobre avances, e inspirar acciones para mejorar la gestión del agua como por ejemplo definiendo el tema anual del Día Mundial del Agua.
- 1994: Cuidar de nuestros recursos hídricos es trabajo de todos
- 1995: Mujer y agua
- 1996: Agua para ciudades sedientas
- 1997: El agua en el mundo: ¿Resulta suficiente?
- 1998: Aguas subterráneas. El recurso invisible
- 1999: Todos vivimos aguas abajo
- 2000: Agua para el Siglo XXI
- 2001: Agua y Salud
- 2002: Agua para el Desarrollo
- 2003: Agua para el futuro
- 2004: El agua y los desastres
- 2005: El agua fuente de vida
- 2006: Agua y cultura
- 2007: Afrontar la escasez de agua[8]
- 2008: Saneamiento[9]
- 2009: Compartiendo el agua compartiendo oportunidades[10]
- 2010: Agua limpia para un mundo sano[11]
- 2011: Agua para las ciudades: Responder al desafío urbano[12]
- 2012: El mundo tiene sed porque tenemos hambre[13]
- 2013: Cooperación en la esfera del agua[14]
- 2014: Agua y Energía[15]
- 2015: Agua y Desarrollo Sostenible[16]
- 2016: El agua y el empleo[17]
- 2017: ¿Por qué desperdiciar agua?[18]
- 2018: La respuesta está en la naturaleza[19]
- 2019: No dejar a nadie atrás[20]
- 2020: Agua y cambio climático[21]
- 2021: Valoremos el agua[22]
- 2022: Aguas subterráneas: hacer visible lo invisible[23]
- 2023: Acelerar el cambio[24]
- 2024: Aprovechar el agua para la paz[25]